# Бондурівка (Гайсинський район)
Бондурі́вка — село в Україні, у Чечельницькій селищній громаді Гайсинського району Вінницької області.

## Географія
Село розташоване на півдні Гайсинського району. Колишній Бондурівській сільраді було підпорядковане також станційне поселення Дохно, розташоване за 2 км. На станції Дохно зупиняються вузькоколійні поїзди до Рудниці, Бершаді та Гайворона. Це на даний час практично єдиний транспорт до села.
У селі річка Криниця-В'язова впадає у Дохну, праву притоку Південного Бугу.

## Історія
Станом на 1885 рік у колишньому власницькому селі П'ятківської волості Ольгопільського повіту Подольської губернії мешкала 2001 особа, налічувалось 382 дворових господарства, існували 2 православні церкви, 2 постоялих будинки, водяний млин, винокурний завод.
За переписом 1897 року кількість мешканців зросла до 3114 осіб (1558 чоловічої статі та 1556 — жіночої), з яких 3054 — православної віри.
12 червня 2020 року, відповідно розпорядження Кабінету Міністрів України № 707-р «Про визначення адміністративних центрів та затвердження територій територіальних громад Вінницької області», село увійшло до складу Чечельницької селищної громади.
17 липня 2020 року, в результаті адміністративно-територіальної реформи і ліквідації Чечельницького району, село увійшло до складу Гайсинського району.

## Населення

### Мова
Розподіл населення за рідною мовою за даними перепису 2001 року:
| Мова       | Кількість | Відсоток |
| ---------- | --------- | -------- |
| українська | 903       | 98.9%    |
| російська  | 10        | 1.1%     |
| Усього     | 913       | 100%     |